# Abdallah ibn Amir
Abdallah ibn Amir ibn Kurayz (626 - 678  en arabe : عبدالله بن عامر بن كريز) est un homme politique et général de l'époque des califes bien guidés. Nommé gouverneur de Bassorah par son cousin, le calife Othmân ibn Affân, Abdallah ibn Amir mena plusieurs campagnes militaires victorieuses de pacification et d'expansion dans les régions du Sakastan et du Khorasan (actuel Iran et Afghanistan). En outre, ses actions auraient entraîné l'islamisation de l'Iran et de l'Afghanistan. Maintenu à son poste de gouverneur sous Mu'awya Ier, il décéda à La Mecque en environ 678 et fût enterré dans la ville d'Arafat.

## Naissance et famille
Abdallah ibn Amir est né à La Mecque aux alentours de 626 au sein du clan des Banu Abd-Shams, membre de la tribu des Quraysh. Il eut pour cousin maternel le calife Uthman, qui le nomma gouverneur de la ville de Bassorah en environ 649.

## Conquêtes
Missionné par le Calife, il entreprit à partir de 650 plusieurs campagnes militaires dans les provinces du Khorasan et du Sakastan. Celles-ci permirent la conquête de régions en actuel Iran centrale et orientale, ilcluant notamment Shapur, Fasa, Darabgerd, Rafsanjan, Estakhr, Sijistan, Sistan, Zaranj, Neyshabur, Tus, Kabul, Herat, Merv, Balkh, Taleghan, Joveyn, Faryab, Tokharestan, et Sarakhs.

## Gouvernorat de Bassorah
En tant que gouverneur de Bassorah, Abdallah ibn Amir lanca une politique de développement et transforma ce qui était alors un camp militaire en une installation permanente et un centre commercial d'importance en Irak.
Cela passa notamment par la construction d'un bazaar au terme d'une suite d'expropriations et de démolitions de logements au centre de la ville. De surcroit, il fit creuser trois sources d'eau, "Nahr al-Ablah", "Nahr al-Asawira", et "Umm Abd Allah", du nom de sa mère.
Peu après sa prise du pouvoir, le calife Ali ibn Abi Talib lui retira ses fonctions de gouverneur de Bassorah et le remplaça par Uthman b. Hanif. Ibn Amir s'installa alors à La Mecque.

## Fin de vie au service de Mu'awiya
Ibn Amir rejoint le côté de Mu'awiya dans son duel l'opposant au calife Ali. Il aurait ainsi part à la bataille de Siffin. Néanmoins, certains historiens doutent de cette participation.
Au lendemain de sa prise du pouvoir, le calife Mu'awiya lui réassigna les fonctions de gouverneur de Bassorah où Ibn Amir passa les dernières années de sa vie. Ce rapprochement avec le calife fût scellé par son marriage avec sa fille, Hind.
Abdallah Ibn Amir décéda en environ 678 à La Mecque et fut enterré au Mont Arafat, il nomma comme exécuteur de son testament Abd Allah Ibn Zubayr.